# L'avventura della valigia gialla
L'avventura della valigia gialla (Приключения жёлтого чемоданчика) è un film del 1970 diretto da Il'ja Abramovič Frėz.